# Liste des subdivisions administratives du Qinghai

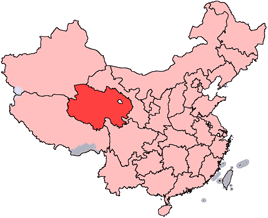
Le Qinghai

La structure administrative du Qinghai, province de la république populaire de Chine, est constituée des trois niveaux suivants :
- 8 subdivisions de niveau préfecture
  - 1 ville-préfecture
  - 1 préfecture
  - 6 préfectures autonomes
- 43 subdivisions de niveau district
  - 3 villes-districts
  - 29 xian
  - 7 xian autonome
  - 4 districts
- 429 subdivisions de niveau canton
  - 115 bourgs
  - 253 cantons
  - 30 cantons ethniques
  - 31 sous-districts

La table ci-dessous donne uniquement la liste des divisions de niveau préfecture et de niveau district.
| Niveau préfecture                                                                                      | Niveau district                     | Niveau district     | Niveau district                |
| Niveau préfecture                                                                                      | Nom                                 | Chinois (simplifié) | Pinyin                         |
| --- | ----------------------------------- | ------------------- | ------------------------------ |
| Ville de Xining 西宁市 Xīníng Shì                                                                      | District de Chengzhong              | 城中区              | Chéngzhōng Qū                  |
| Ville de Xining 西宁市 Xīníng Shì                                                                      | District de Chengdong               | 城东区              | Chéngdōng Qū                   |
| Ville de Xining 西宁市 Xīníng Shì                                                                      | District de Chengxi                 | 城西区              | Chéngxī Qū                     |
| Ville de Xining 西宁市 Xīníng Shì                                                                      | District de Chengbei                | 城北区              | Chéngběi Qū                    |
| Ville de Xining 西宁市 Xīníng Shì                                                                      | Xian autonome hui et tu de Datong   | 大通回族 土族自治县 | Dàtōng huízú tǔzú Zìzhìxiàn    |
| Ville de Xining 西宁市 Xīníng Shì                                                                      | Xian de Huangyuan                   | 湟源县              | Huángyuán Xiàn                 |
| Ville de Xining 西宁市 Xīníng Shì                                                                      | Xian de Huangzhong                  | 湟中县              | Huángzhōng Xiàn                |
| Préfecture de Haidong 海东地区 Hǎidōng Dìqū                                                            | Xian de Ping'an                     | 平安县              | Píng'ān Xiàn                   |
| Préfecture de Haidong 海东地区 Hǎidōng Dìqū                                                            | Xian de Ledu                        | 乐都县              | Lèdū Xiàn                      |
| Préfecture de Haidong 海东地区 Hǎidōng Dìqū                                                            | Xian autonome hui et tu de Minhe    | 民和回族 土族自治县 | Mínhé huízú tǔzú Zìzhìxiàn     |
| Préfecture de Haidong 海东地区 Hǎidōng Dìqū                                                            | Xian autonome tu de Huzhu           | 互助土族自治县      | Hùzhù tǔzú Zìzhìxiàn           |
| Préfecture de Haidong 海东地区 Hǎidōng Dìqū                                                            | Xian autonome hui de Hualong        | 化隆回族自治县      | Huàlóng huízú Zìzhìxiàn        |
| Préfecture de Haidong 海东地区 Hǎidōng Dìqū                                                            | Xian autonome salar de Xunhua       | 循化撒拉族自治县    | Xúnhuà sǎlāzú Zìzhìxiàn        |
| Préfecture autonome tibétaine de Haibei 海北藏族自治州 Hǎiběi zàngzú Zìzhìzhōu                         | Xian de Haiyan                      | 海晏县              | Hǎiyàn Xiàn                    |
| Préfecture autonome tibétaine de Haibei 海北藏族自治州 Hǎiběi zàngzú Zìzhìzhōu                         | Xian de Qilian                      | 祁连县              | Qílián Xiàn                    |
| Préfecture autonome tibétaine de Haibei 海北藏族自治州 Hǎiběi zàngzú Zìzhìzhōu                         | Xian de Gangca                      | 刚察县              | Gāngchá Xiàn                   |
| Préfecture autonome tibétaine de Haibei 海北藏族自治州 Hǎiběi zàngzú Zìzhìzhōu                         | Xian autonome hui de Menyuan        | 门源回族自治县      | Ményuán huízú Zìzhìxiàn        |
| Préfecture autonome tibétaine de Hainan 海南藏族自治州 Hǎinán zàngzú Zìzhìzhōu                         | Xian de Gonghe                      | 共和县              | Gònghé Xiàn                    |
| Préfecture autonome tibétaine de Hainan 海南藏族自治州 Hǎinán zàngzú Zìzhìzhōu                         | Xian de Tongde                      | 同德县              | Tóngdé Xiàn                    |
| Préfecture autonome tibétaine de Hainan 海南藏族自治州 Hǎinán zàngzú Zìzhìzhōu                         | Xian de Guide                       | 贵德县              | Guìdé Xiàn                     |
| Préfecture autonome tibétaine de Hainan 海南藏族自治州 Hǎinán zàngzú Zìzhìzhōu                         | Xian de Xinghai                     | 兴海县              | Xīnghǎi Xiàn                   |
| Préfecture autonome tibétaine de Hainan 海南藏族自治州 Hǎinán zàngzú Zìzhìzhōu                         | Xian de Guinan                      | 贵南县              | Guìnán Xiàn                    |
| Préfecture autonome tibétaine de Huangnan 黄南藏族自治州 Huángnán zàngzú Zìzhìzhōu                     | Xian de Tongren                     | 同仁县              | Tóngrén Xiàn                   |
| Préfecture autonome tibétaine de Huangnan 黄南藏族自治州 Huángnán zàngzú Zìzhìzhōu                     | Xian de Jainca                      | 尖扎县              | Jiānzhā Xiàn                   |
| Préfecture autonome tibétaine de Huangnan 黄南藏族自治州 Huángnán zàngzú Zìzhìzhōu                     | Xian de Zêkog                       | 泽库县              | Zékù Xiàn                      |
| Préfecture autonome tibétaine de Huangnan 黄南藏族自治州 Huángnán zàngzú Zìzhìzhōu                     | Xian autonome mongol de Henan       | 河南蒙古族自治县    | Hénán měnggǔzú Zìzhìxiàn       |
| Préfecture autonome tibétaine de Golog 果洛藏族自治州 Guǒluò zàngzú Zìzhìzhōu                          | Xian de Maqên                       | 玛沁县              | Mǎqìn Xiàn                     |
| Préfecture autonome tibétaine de Golog 果洛藏族自治州 Guǒluò zàngzú Zìzhìzhōu                          | Xian de Baima                       | 班玛县              | Bānmǎ Xiàn                     |
| Préfecture autonome tibétaine de Golog 果洛藏族自治州 Guǒluò zàngzú Zìzhìzhōu                          | Xian de Gadê                        | 甘德县              | Gāndé Xiàn                     |
| Préfecture autonome tibétaine de Golog 果洛藏族自治州 Guǒluò zàngzú Zìzhìzhōu                          | Xian de Darlag                      | 达日县              | Dárì Xiàn                      |
| Préfecture autonome tibétaine de Golog 果洛藏族自治州 Guǒluò zàngzú Zìzhìzhōu                          | Xian de Jigzhi                      | 久治县              | Jiǔzhì Xiàn                    |
| Préfecture autonome tibétaine de Golog 果洛藏族自治州 Guǒluò zàngzú Zìzhìzhōu                          | Xian de Madoi                       | 玛多县              | Mǎduō Xiàn                     |
| Préfecture autonome tibétaine de Yushu 玉树藏族自治州 Yùshù zàngzú Zìzhìzhōu                           | Ville de Yushu                      | 玉树市              | Yùshù Shì                      |
| Préfecture autonome tibétaine de Yushu 玉树藏族自治州 Yùshù zàngzú Zìzhìzhōu                           | Xian de Zadoi                       | 杂多县              | Záduō Xiàn                     |
| Préfecture autonome tibétaine de Yushu 玉树藏族自治州 Yùshù zàngzú Zìzhìzhōu                           | Xian de Chindu                      | 称多县              | Chēngduō Xiàn                  |
| Préfecture autonome tibétaine de Yushu 玉树藏族自治州 Yùshù zàngzú Zìzhìzhōu                           | Xian de Zhidoi                      | 治多县              | Zhìduō Xiàn                    |
| Préfecture autonome tibétaine de Yushu 玉树藏族自治州 Yùshù zàngzú Zìzhìzhōu                           | Xian de Nangqên                     | 囊谦县              | Nángqiān Xiàn                  |
| Préfecture autonome tibétaine de Yushu 玉树藏族自治州 Yùshù zàngzú Zìzhìzhōu                           | Xian de Qumarleb                    | 曲麻莱县            | Qūmálái Xiàn                   |
| Préfecture autonome mongole et tibétaine de Haixi 海西蒙古族藏族自治州 Hǎixī měnggǔzú zàngzú Zìzhìzhōu | Ville de Delingha                   | 德令哈市            | Délìnghā Shì                   |
| Préfecture autonome mongole et tibétaine de Haixi 海西蒙古族藏族自治州 Hǎixī měnggǔzú zàngzú Zìzhìzhōu | Ville de Golmud                     | 格尔木市            | Gé'ěrmù Shì                    |
| Préfecture autonome mongole et tibétaine de Haixi 海西蒙古族藏族自治州 Hǎixī měnggǔzú zàngzú Zìzhìzhōu | Xian de Wulan                       | 乌兰县              | Wūlán Xiàn                     |
| Préfecture autonome mongole et tibétaine de Haixi 海西蒙古族藏族自治州 Hǎixī měnggǔzú zàngzú Zìzhìzhōu | Xian de Dulan                       | 都兰县              | Dūlán Xiàn                     |
| Préfecture autonome mongole et tibétaine de Haixi 海西蒙古族藏族自治州 Hǎixī měnggǔzú zàngzú Zìzhìzhōu | Xian de Tianjun                     | 天峻县              | Tiānjùn Xiàn                   |
| Préfecture autonome mongole et tibétaine de Haixi 海西蒙古族藏族自治州 Hǎixī měnggǔzú zàngzú Zìzhìzhōu | Comité administratif de Lenghu 1    | 冷湖行政委员会      | Lěnghú Xíngzhèng Wěiyuánhuì    |
| Préfecture autonome mongole et tibétaine de Haixi 海西蒙古族藏族自治州 Hǎixī měnggǔzú zàngzú Zìzhìzhōu | Comité administratif de Da Qaidam 1 | 大柴旦行政委员会    | Dàcháidàn Xíngzhèng Wěiyuánhuì |
| Préfecture autonome mongole et tibétaine de Haixi 海西蒙古族藏族自治州 Hǎixī měnggǔzú zàngzú Zìzhìzhōu | Comité administratif de Mangya 1    | 茫崖行政委员会      | Mángyá Xíngzhèng Wěiyuánhuì    |

1 Les comités administratifs ne sont pas des organes normaux de gouvernement local, mais fonctionnent cependant comme tels.